# Berneuil-en-Bray
Berneuil-en-Bray település Franciaországban, Oise megyében. Lakosainak száma 819 fő (2022. január 1.). Berneuil-en-Bray Auteuil, Frocourt, Saint-Martin-le-Nœud, Les Hauts-Talican és Auneuil községekkel határos.

## Népesség
A település népességének változása:
| Lakosok száma | 795  | 786  | 818  | 788  | 782  | 787  | 798  | 808  | 819  |
|               | 2013 | 2015 | 2016 | 2017 | 2018 | 2019 | 2020 | 2021 | 2022 |